# Kenze Neke (album)
Kenze Neke è il quarto album dei Kenze Neke, pubblicato nel 2000.

## Il disco
È senza dubbio il disco più conosciuto dalla band sarda: in esso infatti ci sono i loro pezzi più conosciuti.
A questo disco hanno collaborato: Lalli voce in Barboni (cover della Banda Bassotti), e in Zente; Picchio e Sigaro della Banda Bassotti (versione italiana di Kenze Neke; Maxx Furian: batteria in tutti i brani tranne in Gridu de vittoria in cui suona invece Giampaolo Conchedda.
C'è infine un inedito scritto dai Franti che si chiama Sa oke tua.

### Tracce
1. Amerikanos a balla ki bos bokene - 3:24
2. Barboni - 3:37 (cover della Banda Bassotti)
3. Do you know what you are doing? pt. 1 - 3:35
4. Do you know what you are doing? pt. 2 - 2:56
5. Entula - 5:51
6. Zente - 5:21
7. Su Balente - 3:39
8. Boghes de pedra - 5:32
9. Cantende po no pranghere - 3:29
10. Kenze Neke - 3:21 (dedicata a Michele Schirru cantata da picchio e Sigaro della Banda Bassotti)
11. Sa oke tua - 5:32 (inedito)
12. Gridu de vittoria - 6:06

## Formazione
- Enzo Saporito: Voce e chitarra;
- Stefano Ferrando: Voce;
- Sandro Usai: Percussioni e voce;
- Claudio Roccia: Basso e cori;
- Antonello Cossu: Chitarra solista e cori;
- Lalli: Voce in Barboni e Zente;
- Francesco Di Giacomo : Voce in Gridu de vittoria;
- Picchio e Sigaro Banda Bassotti Voci in Zente;
- Maxx Furian: Batteria;
- Giampaolo Conchedda  : Batteria in - Gridu de vittoria;
- Gavino Murgia: Sax in - do you what your doing?- Entula- Sa oke tua. Launeddas in Gridu de vittoria;
- Dario Pinna:Viola, Violino in do you know what your doing? -Zente e Boghes de pedra;
- Antonio Serio: Flauto in Boghes de pedra;
- Giampaolo Selloni: Pianoforte  in Zente;